# Daniel Sennert
Daniel Sennert (Wrocław, 25 de novembro de 1572 – Wittenberg, 21 de julho de 1637) foi um renomado médico alemão, um prolífico escritor acadêmico, especialmente na área da alquimia e química. Foi professor de medicina na Universidade de Wittenberg durante muitos anos.

## Biografia
Daniel Sennert nasceu em 1572 na cidade de Breslau (atual Wrocław), na época parte da Monarquia de Habsburgo. Seu pai, Nicolaus Sennert, foi um sapateiro de Wleń, Silésia.
Sennert estudou na Universidade de Wittenberg e obteve um mestrado em 1598 e o título de médico em 1601. Em seus primeiros trabalhos demonstrou evitar a teoria alquimista e aceitar a teoria aristotélica. No entanto, uma década após receber seu diploma de médico, ele passou a aceitar a transmutação e a experimentação alquímica como válidas. Publicou vários livros populares sobre alquimia e química, vários dos quais receberam diversas reimpressões e traduções. Serviu na faculdade da Universidade de Wittenberg pelo resto da vida, atuando seis vezes como decano da Faculdade de Medicina de Wittenberg, e também serviu como médico para muitos aristocratas e governantes, incluindo João Jorge I, Eleitor da Saxônia. Morreu da praga em 1637 em Wittenberg.

## Publications
- Institutiones medicinae (Wittenberg, 1611)
- Epitome scientiae naturalis (1618)
- De chymicorum cum Aristotelicis et Galenicis consensu ac dissensu (Wittenberg, 1619)
- Practicae medicinae (Wittenberg, 1635) em 6 vols.
- Hypomnemata physicae (Frankfurt, 1636)